# Ralph Baum
Ralph Baum (* 4. Oktober 1908 in Wiesbaden; † 1. Oktober 1987 in Le Chesnay, Frankreich) war ein deutschstämmiger, französischer Filmproduzent, Filmregisseur und Drehbuchautor.

## Leben und Wirken
Der Sohn des Rechtsanwalts Salomon „Max“ Baum und seiner Frau Sofie, geb. Lewin, stieß 1927 zum Film und assistierte bis 1933 zentralen Regisseuren wie Wilhelm Dieterle, Fritz Lang, G. W. Pabst und Georg Jacoby. In den ersten Tonfilmjahren wurde er auch als Aufnahmeleiter bei französischen Fassungen deutscher Filme wie Salto Mortale (1931) und Kiki (1932) eingesetzt. Die Machtübernahme durch die Nationalsozialisten 1933 zwang ihn und seinen älteren Bruder Henri Baum, der seine Karriere gleichfalls als Regieassistent begonnen hatte und später ebenfalls als Filmproduzent arbeiten sollte, wegen ihrer jüdischen Wurzeln noch im selben Jahr zur Flucht.
Beide Brüder ließen sich in Paris nieder und setzten dort ihre Arbeit beim Film in zunächst untergeordneten Funktionen für deutsche Regieexilanten fort: Ralph Baum als Regieassistent für Max Ophüls (bei Eine Diva für alle, Divine und Yoshiwara), dessen französische Fassung von Liebelei, Histoire d’amour, er für die französische Erstaufführung 1934 schnitt, und Bruder Heinz, der sich fortan Henri Baum nannte, als Regieassistent und Produktionsleiter für Robert Siodmak. Im Zweiten Weltkrieg schlossen sich die Brüder zunächst der französischen Fremdenlegion in Nordafrika an. Nach ihrer 1940 erfolgten Demobilisation mussten sie von 1942 bis zur Befreiung 1944 in Südfrankreich untertauchen, wobei sie von ihren nachmaligen Ehefrauen unterstützt wurden.
Nach 1945 nahmen die Baum-Brüder Seite an Seite ihre Tätigkeit für den französischen Film zunächst gemeinsam wieder auf: Während Ralph inszenierte (Nuits de Paris, Traumschöne Nacht, Paris, Palace Hotel), übernahm Henri die Produktion. Zeitgleich betreute Ralph Baum aber auch die letzten vier Inszenierungen von Ophüls, die zu den bedeutendsten französischen Filmen der 1950er Jahre zählen. Dann aber trennten sich die Brüder und jeder der beiden Baums konzentrierte sich auf die Filmproduktion. Dabei fokussierte sich Ralph Baum auf zumeist hochkommerzielle Filme der unterschiedlichsten Genres und arbeitete, als Produktionsleiter mehrfach unter der Patronage von Raymond Danon, mit Leinwandgrößen wie Jean Gabin, Jean-Paul Belmondo, Louis de Funès, Yves Montand, Alain Delon, Simone Signoret, Catherine Deneuve und Romy Schneider zusammen. Mit einem der ersten Filme, die das Thema AIDS aufgriffen, beendete Ralph Baum Mitte der 1980er Jahre seine Produktionstätigkeit.

## Filmografie
als Produktionsleiter oder Produzent von Kinofilmen, wenn nicht anders angegeben
- 1935: Mayerling (nur Produktionsüberwachung)
- 1937: L’affaire Lafarge
- 1939: Les otages
- 1946: Der blinde Engel (La foire aux chimères)
- 1948: Die liebestolle Stadt (Clochemerle)
- 1949: So endete eine Dirne (Maya)
- 1950: Der Reigen (La Ronde)
- 1951: Pläsier (Le Plaisir)
- 1951: Pariser Nächte (Regie und Drehbuch)
- 1952: Traumschöne Nacht (Regie und Drehbuch)
- 1953: Madame de …
- 1953: Fräulein Nitouche (Mam’zelle Nitouche)
- 1954: Marianne
- 1955: Lola Montez (Lola Montès)
- 1956: Paris, Palace Hotel (Paris, Palace Hôtel) (Regie und Drehbuch)
- 1957: Montparnasse 17
- 1958: Das Spiel war sein Fluch (Le joueur)
- 1959: Die Schüler (Le chemin des écoliers)
- 1959: Schritte ohne Spur (A double tour)
- 1960: Die Unbefriedigten (Les bonnes femmes)
- 1960: Herrin der Welt
- 1960: Jenseits des Rheins (La passage du Rhin)
- 1960: Haut für Haut (Le goût de la violence)
- 1961: Das brennende Gericht (La chambre ardente)
- 1962: Der Teufel und die Zehn Gebote (Le Diable et les Dix Commandements)
- 1964: Der Reigen (Le ronde)
- 1964: Dünkirchen, 2. Juni 1940 (Week-end à Zuydcoote)
- 1965: Herr auf Schloß Brassac (Le tonnerre de dieu)
- 1965: Rififi in Paris (Du rififi à Paname)
- 1966: Heiße Nächte (Soleil noir)
- 1966: Die Blonde von Peking (La blonde de Pékin)
- 1966: Ich tötete Rasputin (J’ai tué Raspoutine)
- 1967: Balduin, der Ferienschreck (Les grandes vacances)
- 1967: Balduin, das Nachtgespenst (Le tatoué)
- 1967: Mit teuflischen Grüßen (Diaboliquement vôtre)
- 1967: Weekend (Weekend)
- 1968: Balduin, das Nachtgespenst (Le tatoué)
- 1969: Schüsse aus der Manteltasche (Le temps des loups)
- 1969: Die Dinge des Lebens (Les choses de la vie)
- 1970: Balduin, der Sonntagsfahrer (Sur un arbre perché)
- 1970: Die Katze (Le chat)
- 1970: Die Geliebte des Anderen (Qui?)
- 1971: Das Mädchen und der Kommissar (Max et les ferrailleurs)
- 1971: Die dummen Streiche der Reichen (La folie des grandeurs)
- 1971: Allein mit Giorgio (Liza)
- 1971: Das späte Mädchen (La vieille fille)
- 1971: Der Sträfling und die Witwe (La veuve Couderc)
- 1972: Der Mann aus Marseille (La Scoumoune)
- 1973: Le Train – Nur ein Hauch von Glück (Le Train)
- 1973: Die Löwin und ihr Jäger (Les granges brûlées)
- 1973: Sommerliebelei (Un amour de pluie)
- 1974: Trio Infernal
- 1974: Der Uhrmacher von St. Paul (L’horloger de Saint-Paul)
- 1974: Eiskalt wie das Schweigen (Les seins de glace)
- 1974: Die Affäre Murri (Fatti di gente per bene)
- 1974: Vincent, François, Paul und die anderen (Vincent, Francois, Paul et les autres)
- 1974: Der Ehekäfig (La Cage)
- 1975: Die schönen Wilden (Le sauvage)
- 1975: Zum Freiwild erklärt (Folle à tuer)
- 1975: Der Richter und der Mörder (Le juge et l’assassin)
- 1976: Monsieur Klein (M. Klein)
- 1976: Wie ein Bumerang (Comme un boomerang)
- 1977: Der Antiquitätenjäger (L’homme pressé)
- 1977: Madame Rosa
- 1978: Ils sont fous ces sorciers
- 1981: Docteur Jekyll et les femmes
- 1982: Die Spaziergängerin von Sans-Souci (La passante du Sans-Souci)
- 1982: Ein Kleid von Dior (Fernsehfilm)
- 1985: Das Attentat (Urgence)
- 1985: Gefahr für die Liebe – AIDS